# Chang Woe-ryong
Chang Woe-ryong (장외룡?, 張外龍?); Goyang, 5 aprile 1959) è un allenatore di calcio ed ex calciatore sudcoreano, di ruolo difensore.

## Carriera

### Nazionale
Con la nazionale sudcoreana partecipò alla Coppa d'Asia 1980, dove giunse secondo.